# Trương Ngọc Trác
Trương Ngọc Trác (tiếng Trung giản thể: 张玉卓, bính âm Hán ngữ: Zhāng Yù Zhuō, sinh ngày 5 tháng 1 năm 1962, người Hán) là chuyên gia năng lượng, chính trị gia nước Cộng hòa Nhân dân Trung Hoa. Ông là Ủy viên Ủy ban Trung ương Đảng Cộng sản Trung Quốc khóa XX, Ủy viên dự khuyết khóa XIX, hiện là Bí thư Đảng tổ, Phó Chủ tịch thường vụ, Bí thư thứ nhất Ban Bí thư Hiệp hội Khoa học và Kỹ thuật Trung Quốc. Ông nguyên là Thường vụ Thành ủy Thiên Tân, Bí thư Khu ủy Tân khu Tân Hải, Phó Chủ tịch Hội Liên hiệp Hoa kiều về nước; lãnh đạo nhiều doanh nghiệp nhà nước như Bí thư Đảng tổ, Chủ tịch Tập đoàn Hóa dầu Trung Quốc, Chủ tịch Sinopec, Chủ tịch Tập đoàn Thần Hoa Trung Quốc.
Trương Ngọc Trác là đảng viên Đảng Cộng sản Trung Quốc, học vị Cử nhân Địa chất, Thạc sĩ Khai thác than, Tiến sĩ Kỹ thuật, chức danh Nghiên cứu viên cấp Giáo sư, Viện sĩ Viện Công trình Trung Quốc. Ông có sự nghiệp hoạt động nhiều năm trong ngành công nghiệp năng lượng, gồm nghiên cứu khoa học và lãnh đạo các doanh nghiệp khai thác than, dầu mỏ, là chuyên gia nổi tiếng ở lĩnh vực này của Trung Quốc.

## Xuất thân và giáo dục
Trương Ngọc Trác sinh ngày 5 tháng 1 năm 1962 tại huyện Thọ Quang, nay là thành phố cấp huyện Thọ Quang, thuộc địa cấp thị Duy Phường, tỉnh Sơn Đông, Cộng hòa Nhân dân Trung Hoa. Ông lớn lên ở Thọ Quang, trong những năm học được xem là học sinh cần cù, được phép thi vượt cấp kỳ thi đại học năm 1978 khi đang là học sinh năm thứ nhất của cao trung, thi đỗ Học viện Khoáng nghiệp Sơn Đông (山东矿业学院, nay là Đại học Khoa học và Kỹ thuật Sơn Đông) với kết quả xuất sắc, tới Thanh Đảo nhập học Khoa Địa chất của trường vào tháng 10 năm 1978, tốt nghiệp Cử nhân chuyên ngành Dự lượng núi khoáng và mỏ than vào tháng 9 năm 1982. Sau đó, ông trúng tuyển cao học tại Viện (研究总院, tổng viện) nghiên cứu Khoa học than, nhận bằng Thạc sĩ Khai thác than tại Sở nghiên cứu Khai thác than Bắc Kinh vào tháng 7 năm 1985. Tháng 3 năm 1986, ông tiếp tục là nghiên cứu sinh tại Khoa Công trình khai thác than của Đại học Khoa học và Công nghệ Bắc Kinh về lĩnh vực cơ học nham thạch, trở thành Tiến sĩ Kỹ thuật vào tháng 1 năm 1989. Trương Ngọc Trác kết nạp Đảng Cộng sản Trung Quốc vào tháng 5 năm 1985, từng tham gia hai khóa tiến tu cán bộ cấp tỉnh, bộ là khóa thứ 52 giai đoạn tháng 9–12 năm 2009, khóa thứ 58 từ tháng 11 năm 2015 đến tháng 1 năm 2016 tại Trường Đảng Trung ương Đảng Cộng sản Trung Quốc.

## Sự nghiệp

### Nghiên cứu khoa học
Tháng 7 năm 1985, sau khi nhận bằng thạc sĩ, Trương Ngọc Trác được Sở nghiên cứu Khai thác than Bắc Kinh của Viện nghiên cứu Khoa học than (China Coal Research Institute, CCRI) tuyển dụng, là Trợ lý Công trình sư rồi Công trình sư của sở, vừa nghiên cứu sau đại học lấy bằng tiến sĩ, vừa làm việc ở đơn vị này. Tháng 1 năm 1989, ông được bổ nhiệm làm Phó Chủ nhiệm Phòng nghiên cứu Khai thác than đặc thù của sở, rồi Phó Sở trưởng Bắc Kinh từ tháng 8 năm 1994. Tháng 6 năm 1995, ông được thăng chức làm Trợ lý Viện trưởng CCRI rồi Phó Viện trưởng từ tháng 1 năm 1997. Trong thời kỳ này, ông từng sang nước Anh tham gia nghiên cứu sau tiến sĩ ở Đại học Southampton giai đoạn 1992–93, sang Đại học Carbondale Nam Illinois ở Illinois, Mỹ để nghiên cứu, là nhà nghiên cứu giai đoạn 1993–95 và cộng sự của công tác nghiên cứu các công trình khoa học năm 1996 ở trường này. Trong quá trình nghiên cứu khoa học về năng lượng, ông được bầu làm Viện sĩ Viện Công trình Trung Quốc từ tháng 12 năm 2011.

### Vận dụng vào ngành than
Tháng 2 năm 1998, Trương Ngọc Trác được bổ nhiệm làm Phó Tổng giám đốc Công ty trách nhiệm hữu hạn Tập đoàn Khoáng nghiệp Duyện Châu (Yanzhou Coal Mining Co., Ltd.), rồi chuyển chức làm Phó Tổng giám đốc, Đồng sự Tập đoàn Khoa học và Kỹ thuật than Trung Quốc (China Coal Techology Engineering Group, CCTEG) từ tháng 7 cùng năm, đồng thời vẫn là Phó Viện trưởng CCRI. Ông được thăng chức làm Viện trưởng CCRI, Chủ tịch CCTEG từ tháng 3 năm 1999, đồng thời là Phó Bí thư Đảng ủy Viện, Đảng ủy Tập đoàn từ tháng 6 cùng năm. Tháng 1 năm 2002, ông tiếp tục được chuyển chức, nhậm chức Phó Tổng giám đốc Tập đoàn Thần Hoa – doanh nghiệp nhà nước tập trung khai thác than của Trung Quốc – kiêm nhiệm Chủ tịch, Tổng giám đốc Công ty Than hóa lỏng Thần Hoa Trung Quốc và tiếp tục là người đứng đầu của công ty con này khi được chuyển đổi sang Than hóa lỏng hóa học Thần Hoa từ tháng 8 năm 2003. Đến tháng 12 năm 2008, ông được bổ nhiệm làm Chủ tịch, Tổng giám đốc, Thành viên Đảng tổ Tập đoàn Thần Hoa, đồng thời được bầu làm Phó Chủ tịch Hội Liên hiệp Hoa kiều về nước Trung Quốc, được phân công làm Bí thư Đảng ủy Thần Hoa, và kiêm nhiệm Chủ tịch công ty con của doanh nghiệp này là Công ty cổ phần Năng lượng Thần Hoa từ tháng 5 năm 2014.
Năm 2017, Thần Hoa được hợp nhất với Tập đoàn Quốc Điện Trung Quốc để thành lập Tập đoàn Đầu tư năng lượng, Trương Ngọc Trác cũng miễn nhiệm các chức vụ ở doanh nghiệp này. Tính từ 1998, ông có gần 20 năm tham gia lãnh đạo các doanh nghiệp khai thác than, từ Duyện Châu cho đến Thần Hoa – doanh nghiệp khai thác than lớn nhất Trung Quốc. Trong những năm lãnh đạo doanh nghiệp này, Trương Ngọc Trác đã đạt được một số thành tựu đổi mới trong lĩnh vực công nghiệp hóa than như: chủ trì xây dựng nhà máy hóa lỏng than trực tiếp đầu tiên trên thế giới với sản lượng 1,08 triệu tấn sản phẩm hàng năm và vận hành ổn định, đưa Trung Quốc trở thành quốc gia duy nhất làm chủ được công nghệ hóa lỏng trực tiếp than; áp dụng các sáng chế với quyền sở hữu trí tuệ độc lập của Trung Quốc để chủ trì dự án đầu tiên tiến hành chuyển hóa công nghiệp than sang alken (olefin) với sản lượng 600.000 tấn/năm ở Trung Quốc.

### Chính trường
Tháng 3 năm 2017, Trương Ngọc Tác được điều chuyển tới thành phố Thiên Tân, bắt đầu giai đoạn mới trong sự nghiệp khi được điều vào Ban Thường vụ Thành ủy Thiên Tân, nhậm chức Bí thư Khu ủy Tân khu Tân Hải, cấp phó tỉnh. Tháng 10 cùng năm, ông tham gia đại hội đại biểu toàn quốc, được bầu làm Ủy viên dự khuyết Ủy ban Trung ương Đảng Cộng sản Trung Quốc khóa XIX tại Đại hội Đảng Cộng sản Trung Quốc lần thứ 19. Tháng 5 năm 2018, ông là Thường vụ Thành ủy, Bí thư Tân Hải kiêm Chủ nhiệm Ủy ban Quản lý khu thí nghiệm thương mại tự do Thiên Tân. Đến tháng 1 năm 2020, ông được điều về khối doanh nghiệp nhà nước, bổ nhiệm làm Bí thư Đảng tổ, Chủ tịch Tập đoàn Hóa dầu Trung Quốc, kiêm Chủ tịch Sinopec.
Tháng 7 năm 2021, Ủy ban Trung ương quyết định điều chuyển Trương Ngọc Tác tới đoàn thể nhân dân là Hiệp hội Khoa học và Kỹ thuật Trung Quốc, nhậm chức Bí thư Đảng tổ lãnh đạo tổ chức này. Ngày 1 tháng 8 cùng năm, ông được bầu làm Phó Chủ tịch thường vụ, Bí thư thứ nhất Ban Bí thư của Hiệp hội Khoa Kỹ Trung Quốc, cấp bộ trưởng, phối hợp lãnh đạo cùng Chủ tịch Vạn Cương. Cuối năm 2022, ông tham gia Đại hội Đảng Cộng sản Trung Quốc lần thứ XX từ đoàn đại biểu khối cơ quan trung ương Đảng và Nhà nước. Trong quá trình bầu cử tại đại hội, ông được bầu là Ủy viên Ủy ban Trung ương Đảng Cộng sản Trung Quốc khóa XX.

## Giải thưởng
Trong sự nghiệp của mình, Trương Ngọc Trác được đề cử và nhận được những giải thưởng về khoa học là:
- Giải Ba về Tiến bộ khoa học kỹ thuật của Bộ Năng lượng, 1991;
- Giải thưởng Khoa học và Kỹ thuật thanh niên của Hội Than Trung Quốc (中国煤炭学会), 1991;
- Giải thưởng Khoa học và Kỹ thuật thanh niên của Quỹ Tôn Việt Khi (孙越崎科技教育基金), 1993;
- Giải Nhì về Tiến bộ khoa học kỹ thuật của Bộ Công nghiệp than, 1996;
- Giải Ba về Tiến bộ khoa học kỹ thuật của Quốc vụ viện, 1997;
- Giải thưởng Khoa học và Kỹ thuật thanh niên Trung Quốc của Bộ Tổ chức, Bộ Nhân sự, Hiệp hội Khoa Kỹ, 1998;
- Giải Vàng Bằng sáng chế của Cục Sở hữu trí tuệ Quốc gia, 2012;

Ông cũng được trao tặng các giải thưởng lao động và xã hội là:
- Giải thưởng "Tiến sĩ cống hiến đột phá" của Ủy ban Giáo dục Quốc gia, 1991;
- Chuyên gia khoa học được trao phụ cấp đặc biệt của Quốc vụ viện, 1991;
- Giải thưởng "Thanh niên ưu tú" của cơ quan nhà nước Trung Quốc, 1993;
- Giải thưởng "Người du học trở về ưu tú" của Bộ Nhân sự, 1996;
- Huân chương Lao động Toàn quốc 1 tháng 5 của Tổng Công hội, 2001;